# 沈桂芬
沈桂芬（1818年—1880年），字经笙，又字小山，江蘇吳江同里（今屬蘇州）人，顺天宛平籍。清末政治人物，被梁启超称为“实为（清朝）汉人掌政权之嚆矢”。

## 生平
道光二十七年（1847年）進士，选庶吉士，与李鸿章、沈葆桢、郭嵩焘等人同年同官，咸丰七年（1857年）任内阁学士兼礼部侍郎。同治二年（1863年）以户部左侍郎署山西巡抚，任内严禁鸦片种植。同治六年（1867年）起担任军机大臣兼总理衙门大臣，任内与李鸿章、马新贻、何璟、沈葆桢等同年相互援引，对各省洋务运动的开展影响极大，支持派遣了以郭嵩焘为代表中国首批驻外使节，是清末洋务运动中央领导人中的汉人代表。同治九年（1870年）改任兵部尚书，同治十一年（1872年）加太子少保。
其人为官清廉，但因政见不同而与同样担任军机大臣兼总理衙门大臣的李鸿藻结党互攻，开启了清末严重的派系斗争。光绪初年（1875年）被革职，后又复职。复职后曾雇驴车代步上朝，被称为“驴车宰相”。光緒六年（1880年）卒，贈太子太傅，謚文定。

## 著作
曾作《山西全省舆图》，亦著有《粤轺随笔》《成均课士录》等传世。

## 延伸阅读
[在维基数据编辑]
 《清史稿/卷436》，出自趙爾巽《清史稿》
 在维基共享资源阅览影像

## 外部連結
- 沈桂芬[永久] 吳江檔案網

| 官衔          | 官衔                                                                         | 官衔          |
| ------------- | ---------------------------------------------------------------------------- | ------------- |
| 前任： 英桂   | 山西巡撫 1863年－1865年                                                      | 繼任： 曾國荃 |
| 前任： 鄭敦謹 | 兵部漢尚書 同治九年四月甲辰－光緒七年正月丙寅 （1870年5月8日－1881年2月1日） | 繼任： 李鴻藻 |

1. 1 2  丁蘖.  第1版. 苏州: 古吴轩出版社. 2010: 197. ISBN 9787807334828. OCLC 759804279.